# Russische landmacht
De Russische landmacht (Russisch: Сухопутные войска Российской Федерации, Suchoputnye voyska Rossiyskoy Federatsii) is de landmacht van de Russische strijdkrachten, geformeerd uit Sovjet-Russische eenheden in 1992. De Russische landmacht had vele problemen na de val van de Sovjet-Unie, voornamelijk economische problemen die nodig waren om het leger te moderniseren. 

## Geschiedenis
De Russische Landmacht traceert haar moderne geschiedenis terug tot de val van de Sovjet-Unie. Het oude Sovjetleger werd "verdeeld" onder de voormalige Sovjetlanden, en eenheden die in Russisch grondgebied waren gestationeerd werden verantwoordelijk voor de bescherming van de nieuwe Russische Federatie. Omdat de Russische Federatie werd gezien als de juridische opvolger van de Sovjet-Unie kreeg de Russische Federatie ook alle kernwapens in handen van de voormalige Sovjet-Unie. 
De eerste beproeving van de pas gevormde Russische landmacht was tijdens het Transnistrisch conflict. De Sovjeteenheden die in Moldavië waren gelegerd behoorden nu tot de troepen van de Russische landmacht en waren betrokken in gevechten tegen Moldavië en tegen Roemenië. 
De Russische landmacht werd later ook beproefd in de Tweede Tsjetsjeense Oorlog, maar door de veelvuldige inzet van ongemotiveerde dienstplichtigen en een slechte officiersstaf en communicatie, mede door de slechte Russische economie, verloor Rusland de oorlog.
In recente tijden heeft de Russische landmacht een hoop doctrinale en tactische veranderingen doorgemaakt. Mede door ervaringen in de Russisch-Georgische Oorlog rond Zuid-Ossetië en de Syrische Burgeroorlog. De Russische landmacht is betrokken in de Russische invasie van Oekraïne in 2022.